# Diplopterys cabrerana

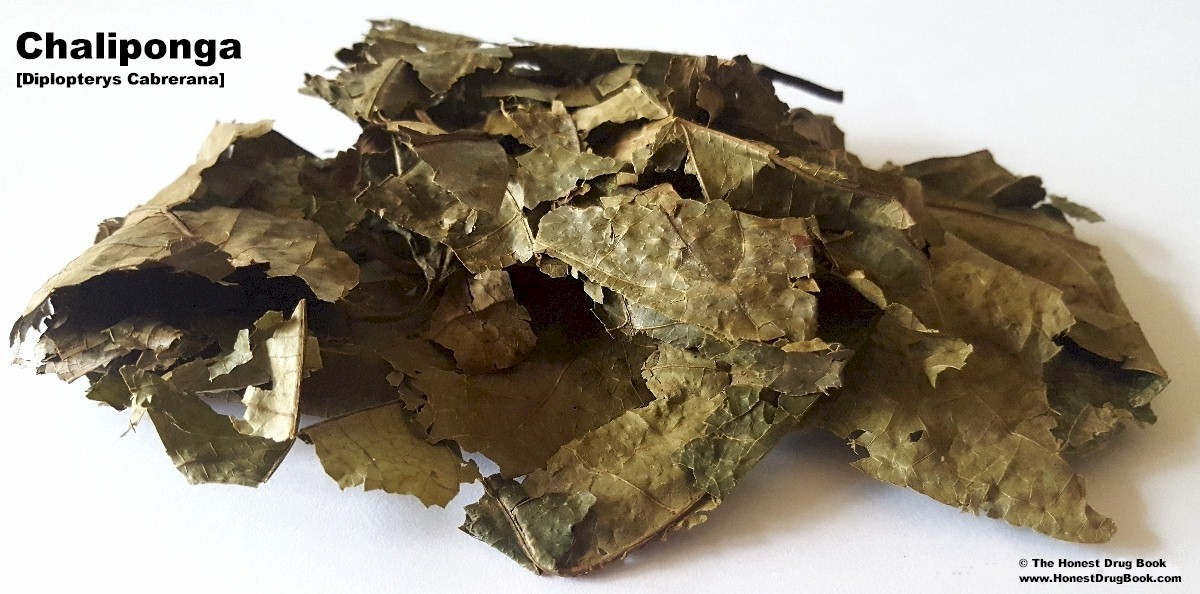
Getrocknete Blätter

Diplopterys cabrerana ist eine Pflanzenart in der Familie der Malpighienartige aus dem nordwestlichen Südamerika, Brasilien, Ecuador, Peru, Venezuela und Kolumbien.

## Beschreibung
Diplopterys cabrerana wächst als kletternder Strauch oder als Liane.
Die gegenständigen, ledrigen Laubblätter sind kurz gestielt. Der Blattstiel besitzt oben meist zwei Drüsen. Die Blätter sind eiförmig bis elliptisch, 13–23 Zentimeter lang, ganzrandig, spitz bis zugespitzt oder geschwänzt und am oft leicht umgebogenen Rand drüsig. Die Blätter sind oberseits kahl und unterseits leicht seidig behaart. Es sind sehr kleine, interpetiolare Nebenblätter vorhanden.
Es werden achselständige und vierblütige Dolden gebildet, die einzeln erscheinen oder dicht zu wenigen zusammenstehen. Die kleinen, zwittrigen, kurz gestielten und fünfzähligen Blüten sind gelb mit doppelter Blütenhülle. Die innen behaarten, dreieckigen Kelchblätter sind nur sehr klein und vier sind außen mit zwei Drüsen besetzt, eines mit keiner oder einer. Die ausladenden, ungleichen Petalen sind genagelt mit rundlicher, fransiger Platte. Eines ist leicht aufrecht, besitzt eine etwas kleinere Platte und ist deutlich länger genagelt. Die 10 kurzen, ungleich langen Staubblätter sind an der Basis verwachsen. Die drei oberständigen, fast freien Stempel mit kurzen, an der Basis borstigen und leicht abspreizenden Griffeln mit kleinen, kopfigen Narben, sind am Fruchtknoten dicht behaart.
Es werden dreiteilige, erst rötliche, später holzige Spaltfrüchte gebildet. Die einzelnen, einsamigen, bis 1,5 Zentimeter großen, teils feinhaarigen Nüsse sind kurz kammartig geflügelt. Ein Flügel oder Kamm ist größer als die anderen bis zu vier rundum.

## Verwendung
Die Blätter werden zu einem Halluzinogen, Ayahuasca, verbraut.